# Cameron Winklevoss
Cameron Howard Winklevoss, né le 21 août 1981, est un homme d'affaires américain.

## Biographie
Frère jumeau de Tyler Winklevoss, il bénéficie d'une éducation privilégiée. Il est le fils d'un professeur de mathématiques à la Wharton School, par ailleurs multi-millionnaire. Il étudie à Oxford et Harvard.
Avec son frère, il poursuivit en justice le fondateur de Facebook, Mark Zuckerberg, pour la somme de 65 millions de dollars, l'accusant d'avoir détourné leur idée de leur réseau social nommé HarvardConnection (renommé ensuite ConnectU (en)). En 2010, ils figurent parmi les principaux personnages du film inspiré de cette histoire, The Social Network.
Il fut finaliste en deux de pointe sans barreur aux Jeux olympiques d'été de Pékin en 2008 avec son frère.
Il cofonda HarvardConnection (renommé plus tard ConnectU) aux côtés de son frère Tyler Winklevoss et d'un camarade d'Harvard, Divya Narendra.
Il a également cofondé le site web « Guest of a Guest » avec Rachelle Hruska.

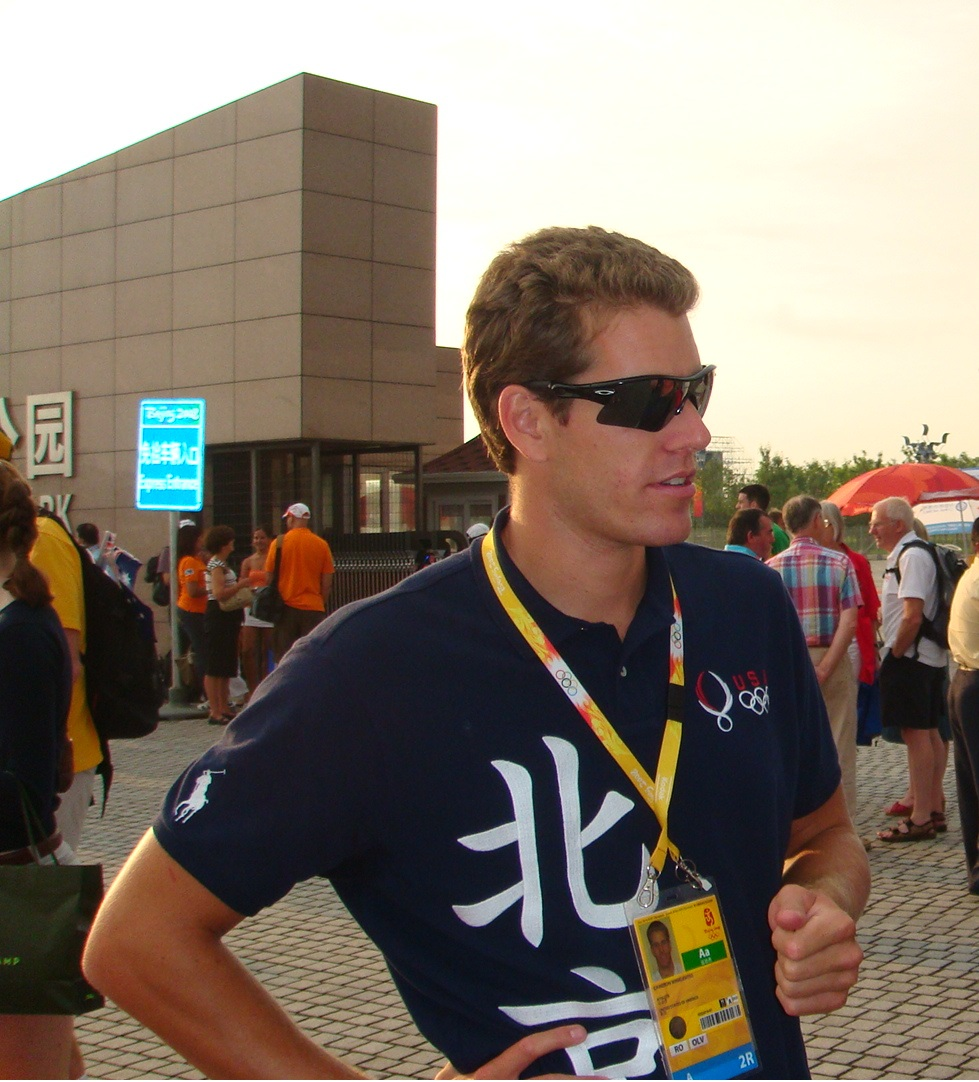
Cameron Winklevoss à Pékin en 2008.

En 2013, lui et son frère achètent pour 11 millions de dollars de Bitcoin, faisant d'eux en 2017 les premiers milliardaires de cette cryptomonnaie. Ils créent également une plate-forme pour faciliter la vente et l'achat de Bitcoin. Ils font faillite puis lancent Winklevoss Bitcoin Trust, renommé Gemini, chose qui participe à rassurer les marchés en adoptant des procédures professionnalisées. En 2017, ils gagnent leur premier milliard de dollars. Installés dans le Flatiron District à New York, ils investissent également dans d'autres crypto-monnaies et dans le jeton non fongible. Début 2021, les jumeaux possèdent six milliards de dollars, contre 111 pour Mark Zuckerberg.

## Filmographie
Sauf indication contraire, les informations mentionnées dans cette section peuvent être confirmées par la base de données cinématographiques IMDb,  présente dans la section « Liens externes ».
- 2015 : Silicon Valley (série TV) - 1 épisode (caméo dans son propre rôle)
- 2018 : Ocean's 8 de Gary Ross (caméo dans son propre rôle)
- 2021 : Heart of Champions de Michael Mailer (producteur délégué)
- 2023 : Dumb Money de Craig Gillespie (producteur délégué)